# Луо Руї
Луо Руї (кит.: 罗蕊 Luo Rui, нар. 26 листопада 2005, Сичуань, Китай) — китайська гімнастка. Призерка чемпіонату світу.

## Спортивна кар'єра
Спортивною гімнастикою займається з шести років.

## Результати на турнірах
| Рік  | Змагання        | КБ | ІБ | Опорний стрибок | Різновисокі бруси | Колода | Вільні вправи |
| ---- | --------------- | -- | -- | --------------- | ----------------- | ------ | ------------- |
| 2021 | Чемпіонат світу |    |    |                 | 3                 |        |               |